# Iglesia de San Mauro Abad (Puntagorda)
La iglesia de San Mauro Abad o de San Amaro se construyó a mediados siglo XVI en Puntagorda, La Palma, España. Está situada junto al Barranco de San Mauro con unas preciosas vistas al mar y rodeada de eucaliptos. A sus alrededores se desarrollaría el primer poblamiento histórico del municipio.

## Historia
No se sabe con exactitud cuando se fundó la antigua iglesia San Mauro, puesto que el archivo parroquial desapareció en el calamitoso incendio de 1811. No obstante, podemos asegurar que se fundó con anterioridad a 1571, ya que el obispo fray Juan de Arzóloras describe que además de las tres parroquias principales había otras seis bautismales, entre las cuales se cita la de Puntagorda, figurando entonces como uno de los primeros templos que se construyeron en La Palma.
En la segunda mitad del siglo XVII, y por real cédula del rey Felipe IV, de fecha 24 de mayo de 1660, se autorizó en Puntagorda el sexto beneficio de La Palma, explicando detalladamente como debían garantizarse unos servicios mínimos tanto en esta población como en otras de la isla. Sin embargo, según consta en el acta del Cabildo de La Palma de fecha 30 de mayo de 1659, los vecinos de Puntagorda se quejaron de que su iglesia no gozaba de la misma calidad que otros templos de la isla. El Cabildo, tomo como ejemplo las inversiones que se hicieron en la Parroquia de Los Llanos, y como no hubo oposición por parte de ningún vecino, acordó "conceder la gracia de poder sacar de dicho pósito 150 fanegadas de trigo para el expresado objeto”. Curiosamente, aunque la advocación del templo corresponde a San Mauro Abad, se ha utilizado equívocamente, tanto por tradición oral como por las fuentes escritas, el nombre de San Amaro.

## Características
El templo que vemos hoy ha pasado por una larga historia de añadidos y reconstrucciones. La descripción más antigua que tenemos es de 1679, cuando el licenciado Juan Pinto de Guisla, consultor del Santo Oficio, beneficiado de la iglesia parroquial de El Salvador y visitador general de la isla de La Palma, hizo una descripción en el “Libro corriente de Visita y Mandatos”. Describe un templo de una nave con al menos un arco toral que separaba el cuerpo de la iglesia de los tres Altares, "el mayor en la capilla con retablo de madera pintado de colores bastos [...], y en el nicho del medio está La imagen de San Amaro". Sin embargo, en 1797, el templo se encontraba en un estado ruinoso, por lo que las autoridades eclesiásticas concedieron licencia para su reedificación.
En los años cincuenta, el culto a San Mauro Abad se trasladó a un nuevo templo en El Pino, el actual centro de Puntagorda. No obstante, la vieja iglesia entró nuevamente en una etapa de total abandono. Cuando este monumento fue reconocido como Bien de Interés Cultural, paso por un largo proceso hasta su completa restauración en 2002. Sin embargo, la Casa Parroquial aún se mantiene en ruinas, a pesar de gozar de la misma protección.
La fachada de la iglesia actual está compuesta por una puerta enmarcada en arco de medio punto labrado en piedra, el tradicional balcón canario y la espadaña, también de cantería. El interior, de una sola nave, presenta tres espacios bien delimitados: El primero, la parte más amplia de la nave, cuenta con un arco de cantería ojival en piedra gris volcánica. El segundo espacio da paso al ante-presbiterio y está delimitado por un arco toral de piedra más clara. Finalmente, encontramos  el Retablo Mayor con la imagen de San Mauro. Se trata además de la única iglesia en todo Canarias con dos arcos torales, donde además conviven el mudéjar y el gótico.
Dentro del recinto destaca la carpintería en madera de tea, como las pilas de agua bendita que se apoyan en las columnas del coro y los tradicionales artesonados mudéjares. De madera de tea calada es también la entrada a la Capilla Bautismal, con pila de mármol.
En cuanto al Retablo Mayor, fue diseñado por presbítero y arquitecto José Joaquín Martín de Justa  en la primera mitad del siglo XIX, cuando la corriente del neoclásico imperaba en Canarias. Se considera que este retablo fue el ensayo previo de su gran obra maestra, el Retablo Mayor de El Salvador, muy polémico al estar claramente relacionado con los emblemas masónicos. De hecho, la parte superior del retablo de San Mauro, estaba rematada por una corona de nubes y ráfagas de rayos con el ojo de Dios inscrito en un triángulo, por desgracia, en la actualidad esta parte ha desaparecido. 
En el exterior de la iglesia, se alza una gran cruz de madera sobre una base de piedra. Al fondo, la Casa Parroquial, un interesante ejemplo de la arquitectura rural palmera, mandada a construir en 1574 por beneficiado en esta parroquia, Luis Pérez Carmona. En 1779 este mismo recinto sirvió incluso como consejo del Santo Oficio de la Inquisición. Lamentablemente, y como ya se ha comentado, el edificio sufre de un grave estado de deterioro, con derrumbes parciales.

## Galería

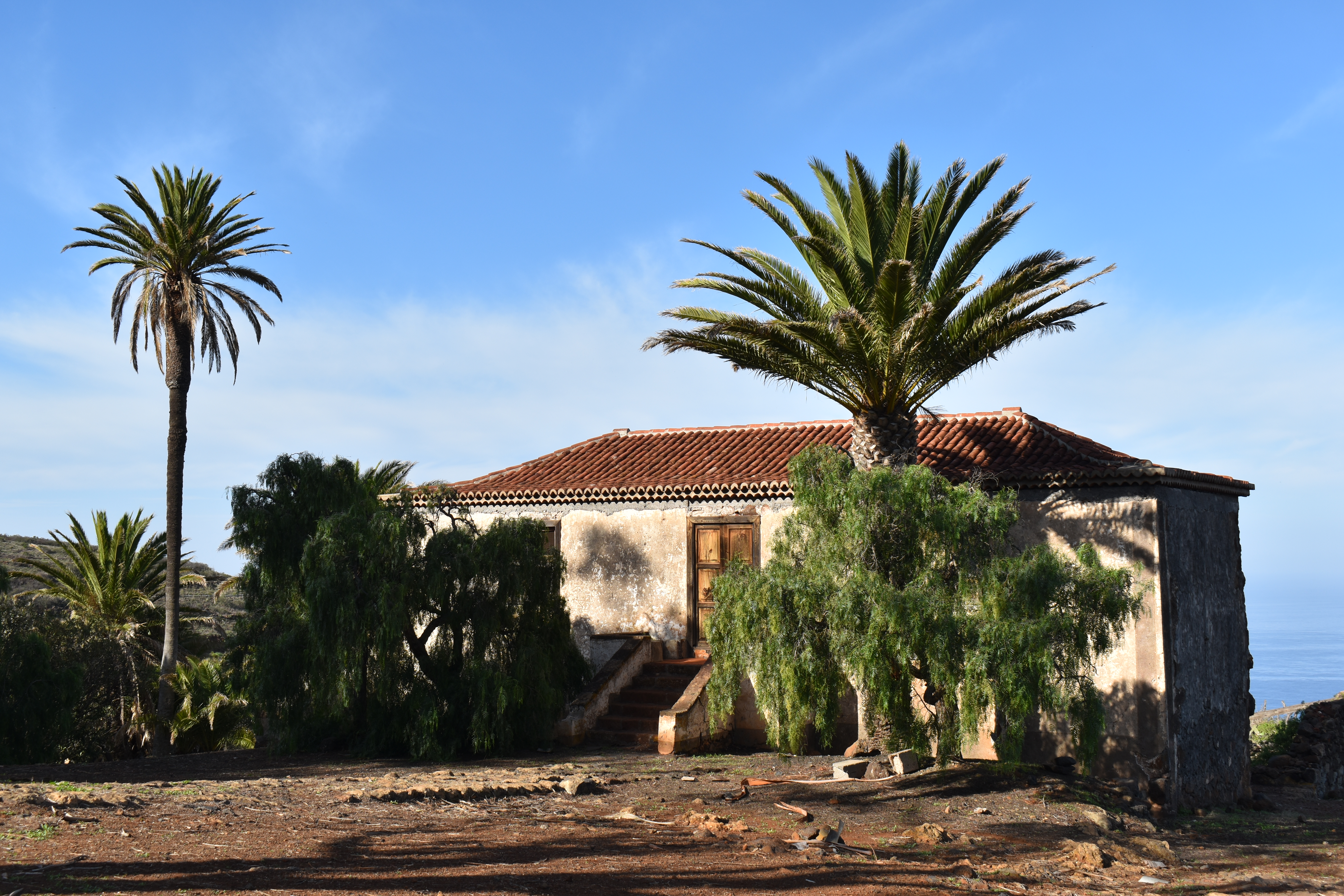
Casa Parroquial.
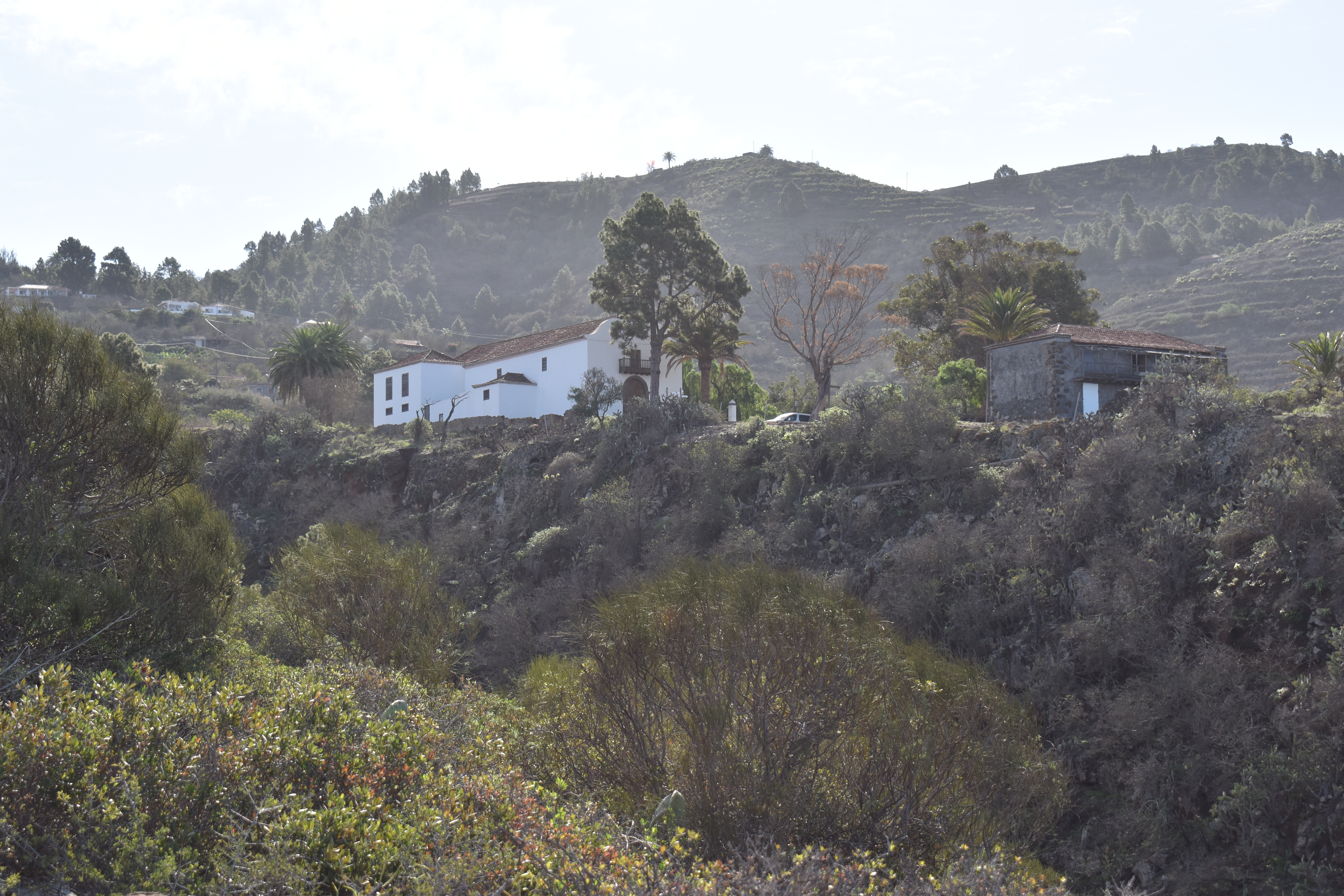
Casa parroquial San Mauro.
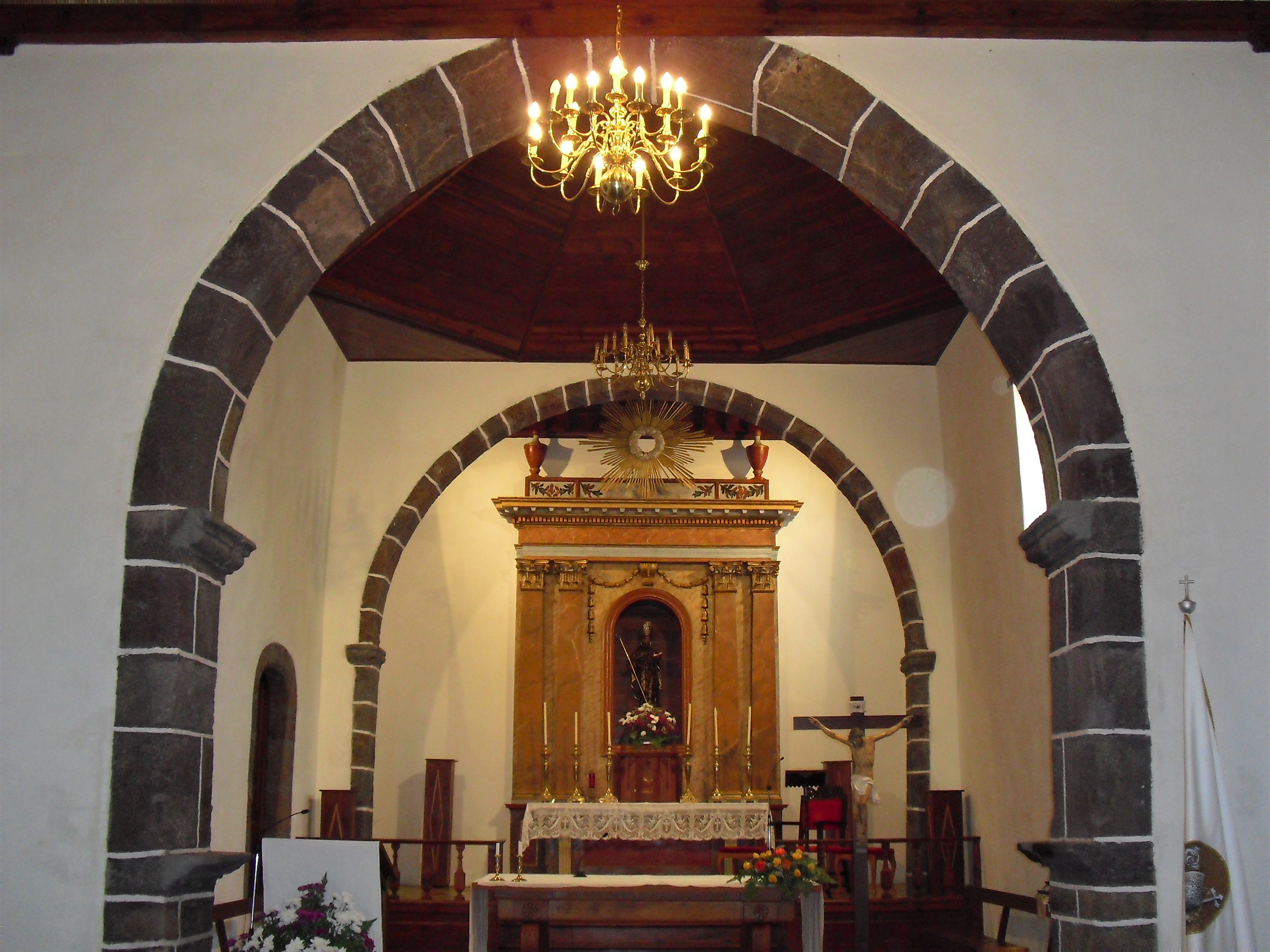
Arcos.
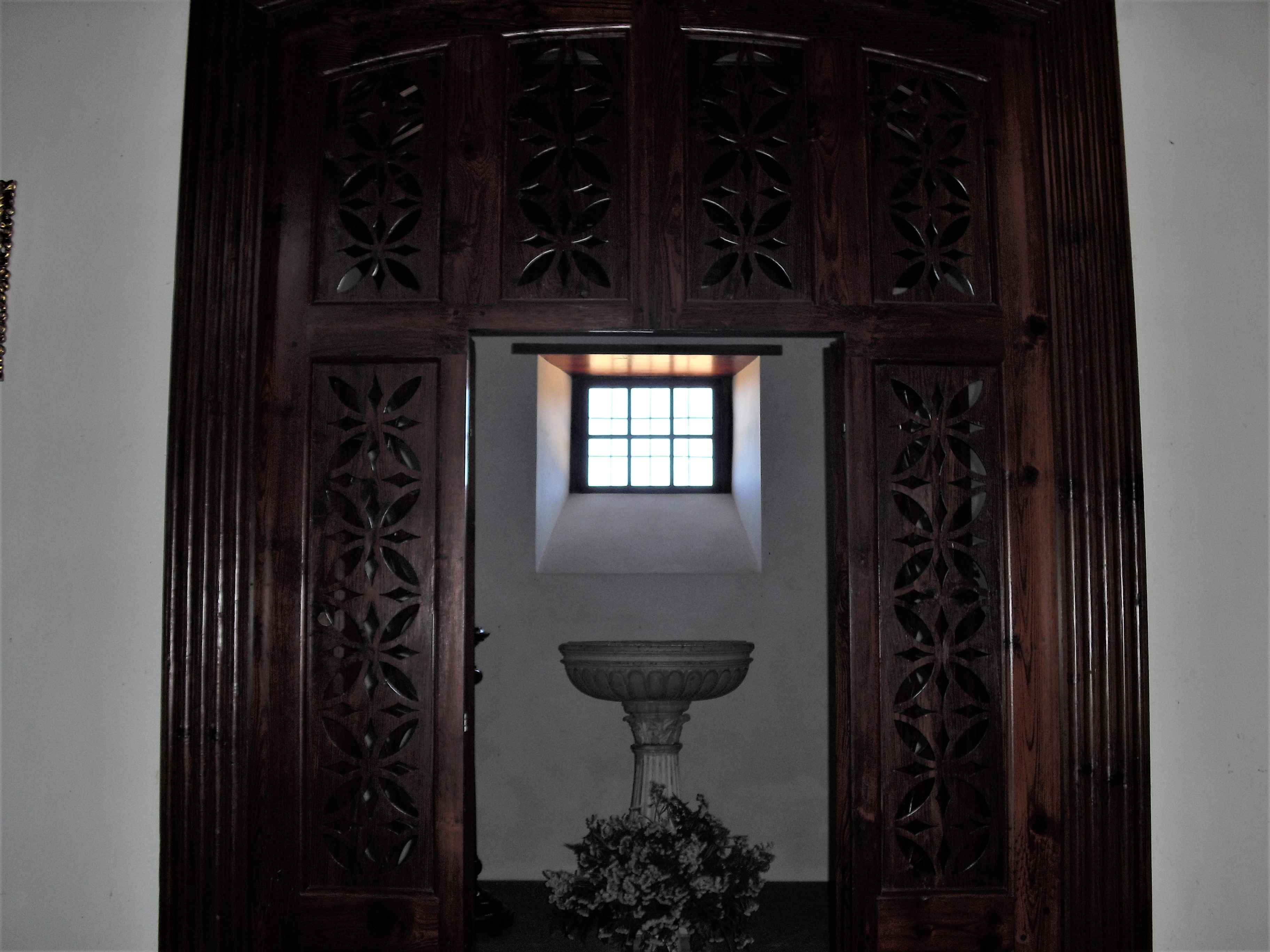
Pila Bautismal.
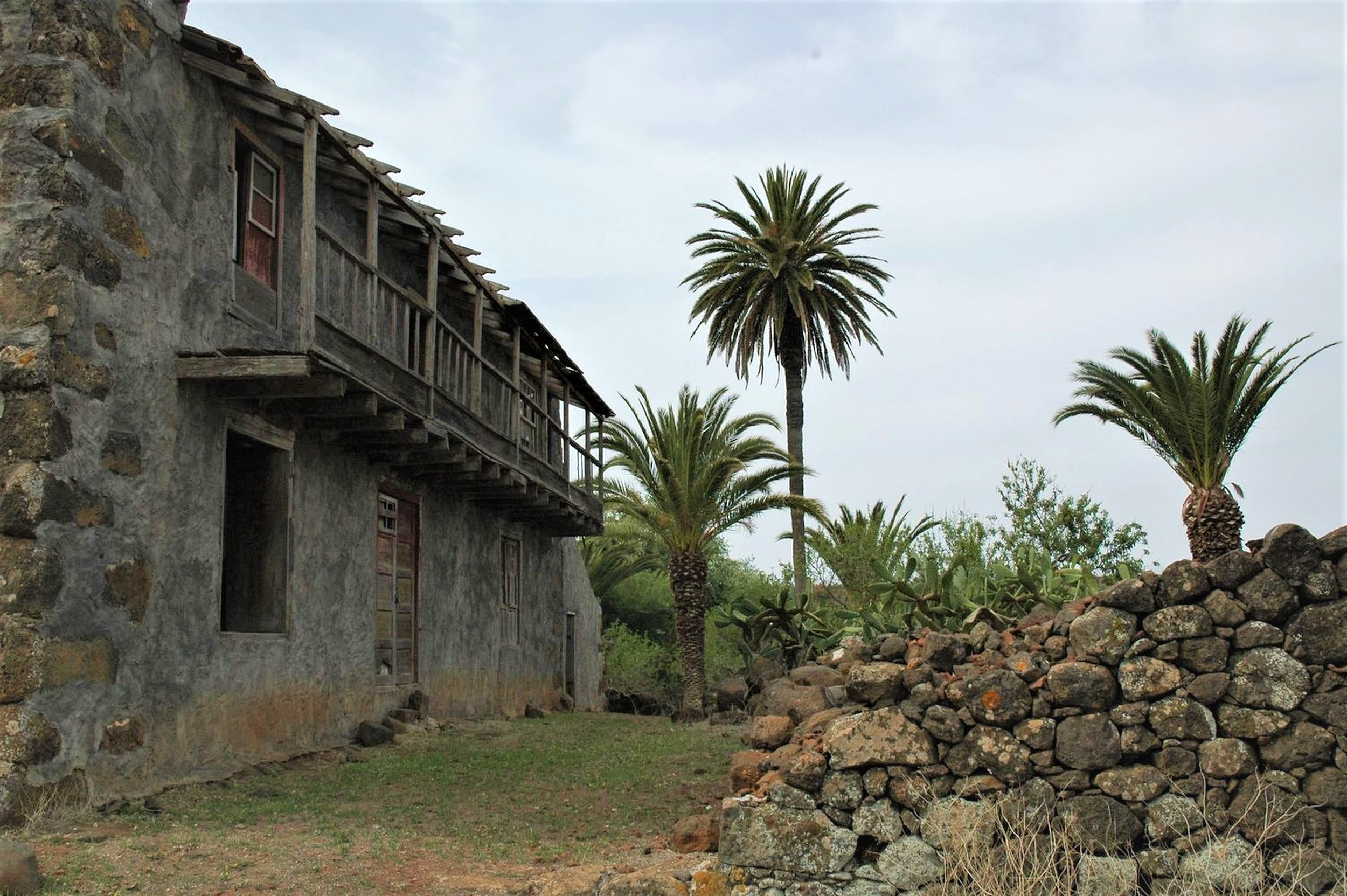
Casa Parroquial.